# Юго Маньєтті
Юго Маньєтті (фр. Hugo Magnetti, нар. 30 травня 1998, Марсель, Франція) — французький футболіст, півзахисник клубу «Брест».

## Ігрова кар'єра
Юго Маньєтті народився у місті Марсель і є вихованцем футбольної академії місцевого клубу «Олімпік». У 2014 році футболіст приєднався до молодіжної команди «Бастії». І два сезони грав у другій клубній команді у Національному дивізіоні 3.
У травні 2018 року Маньєтті перейшов до клубу Ліги 2 «Брест», у складі якого дебютував на професійному рівні 30 липня 2018 року у матчі проти «Меца». У травні 2020 року Маньєтті продовжив контракт з клубом до 2024 року.

## Досягнення
Брест
- Віце-чемпіон Ліги 2: 2018/19